# 釜山射撃場火災
釜山射撃場火災（プサンしゃげきじょうかさい）は、2009年11月14日に大韓民国釜山広域市の室内射撃場で発生した火災である。
この火災では日本人観光客10人を含む15人が死亡し、日本人観光客1人が負傷した。

## 火災
2009年11月14日午後2時半ごろ、釜山広域市中区新昌洞にある室内射撃場「ガナダラ実弾射撃場」の2階の射撃台付近で火災が発生した。約1時間半後に2階部分の250平方メートルを焼いて鎮火し、消防によって10人の遺体が収容された。遺体が収容されたのは日本人観光客7人と韓国人ガイド1人、射撃場従業員2人で、11月18日に意識不明となっていた韓国人ガイド1人が、11月22日に日本人1人、11月24日に韓国人従業員1人、11月27日に重体となっていた日本人2人がそれぞれ死亡し、死者は15人となった。また、日本人1人が負傷した。
火災が発生したガナダラ実弾射撃場は日本人向けの人気観光コースの1つになっており、スタッフが日本語で射撃方法などを説明していたという。
火災に巻き込まれた日本人観光客の中には長崎県雲仙市のツアー客9人が含まれており、14日から1泊2日の日程で釜山広域市を訪れていた。

## 火災の原因
火災について韓国の警察は、「射撃時に出る火薬の粉が引火し、射撃室で爆発を伴う火災が発生したこと（粉塵爆発）」を直接の原因として発表している。捜査関係者は「遺体の一部から弾丸が見つかった」という話をしており、火災の原因の全容は解明されていない。
出火当初は、現場からガスボンベが発見された事や、ガナダラ実弾射撃場周辺が「何でもあり」と言われる韓国有数の大型市場で、狭い路地に雑多な商店が密集しており、非常口など安全施設が不十分だった事が報じられた。
11月30日、釜山の警察は射撃の火花が施設内の火薬の残留物や防音壁などの可燃物に燃え移ったのが火災の原因であるとして、経営者と現場管理者の2人の逮捕状を請求し、12月2日に業務上過失致死傷容疑で逮捕した。

## 反応
韓国の鄭雲燦首相は、死亡した日本人観光客の家族を見舞い謝罪した。李明博大統領は日本の鳩山由紀夫首相が要請した観光客の安否確認と迅速な情報提供に応じる姿勢を示すとともに手紙を送り、遺憾の意と弔意を伝えた。また、韓国の柳仁村文化体育観光部長官も被害者家族の補償協議を行うことになると述べた。民主共和党の許京寧総裁は11月に発売予定のキャロルソングアルバムの収益の一部を犠牲者の遺族に寄付すると述べた。
韓国では、日本人犠牲者に比べて注目されていないとして韓国人犠牲者を対象とした募金活動が行われており、韓国全土57箇所の犯罪被害者支援サポートセンターで韓国人犠牲者へのさらなる募金活動を行うとしている。
韓国の文化日報や朝鮮日報、東亜日報などは日本の「察し合いの文化」と韓国の「主張する文化」を比較し、日本人遺族の感情を抑えた「つつましやかな哀悼」を評価している。文化日報は、日本側の遺族が死に至った原因究明を求め、遺体解剖の要望を出し、補償問題に触れなかったこと、捜査期間中に遺族が韓国政府を非難したり、号泣しなかったこと、敵意をあらわにしたり、露骨な要求をしなかったことなどを、韓国人と比較した。また被害者の多くは高所得者ではなく、低廉な観光旅行をしていたことを紹介しており「悲しみの中に普通の日本人の毅然とした節度ある言動は記憶として残る」と賛辞で締めている。
朝鮮日報は新潟県中越沖地震で子供と母親が生き埋めになっているとき、祖母がインタビューに対し「ご迷惑をおかけして申し訳ありません」と答えていることなどを紹介、韓国人が慟哭、失神することとを比較し「日本人は他人が心配してくれていることを申し訳なく思っている」と解説した。
東亜日報も「遺体と対面しなければならない遺族の悲しみと衝撃は想像に難くない」とした上で「韓国に来た遺族が悲しみを抑え怒りをあらわにせず、涙ながらに訴える記者会見ではなかった」として、日本人は他人の前で感情を露わにしない日本式祭礼文化がある、と報じた。

## 責任者の刑事裁判
2009年12月29日、釜山地方検察庁は射撃場の経営者（当時63歳）と管理人（当時38歳）を業務上過失致死傷罪などで釜山地方裁判所に起訴。当初は裁判官1人で担当する「単独」であったが死者数が多いことや日本人の死者が多く日本での関心が高いこともあり裁判官の要請で複数の裁判官で行う「合議」に変更された。
2010年1月18日の初公判で経営者は起訴事実を否認、2月1日の第2回公判で管理人も起訴事実を否認した。また同日の公判では検察側が提出した捜査当局の火災原因の検証結果を弁護側が不同意とした。4月28日、弁護側が再度現場検証を要請していたため地裁は現場検証を行った。5月10日、論告求刑公判にて検察側は「出火対策を怠り、資格をもたない者をアルバイトとして雇うなどしており厳罰に処す必要がある」などとして両被告に対し禁固4年を求刑。弁護側は銃弾と火薬が接触しても発火しないとする弁護側の検証結果を元に無罪を主張した。同日の公判には日本人犠牲者の遺族3人が出廷、意見陳述した。
6月7日、釜山地裁（徐ギョン嬉裁判長）は両被告に対し禁固3年の実刑判決を言い渡した。判決理由で裁判長は「清掃を怠ったことにより火災が発生、過失は軽くなく反省する様子はみられず遺族への賠償も行われていない」とした。検察側は量刑不当として翌日に釜山高等裁判所に控訴、弁護側も9日に控訴した。
11月24日、釜山高裁（金龍彬裁判長）は一審判決を支持し検察側弁護側双方の控訴を棄却。経営者は大法院に即日上告、管理人も12月1日に上告した。
2011年4月14日、大法院は一審二審の判決を支持し弁護側の上告を棄却、禁固3年の実刑が確定した。

## 治療費問題
日本人被害者の治療に当たった韓国のハナ病院は、被害者2人の遺体を家族に引き渡す条件として、雲仙市に対しそれぞれ約1000万円と約1500万円の治療費の保証を要求した。市は保証せずとも遺体を引き渡すよう日韓両政府を通じて求めたが、病院側はこれを拒否した。また、市は日本国政府に対応を求めたが、外務省は「国が個人の債務を保証するようなことはできない」として積極的に動かなかったため、最終的に市が保証に応じた。市長は「今回は人道上の観点から保証したが、今後も同様のケースが起きる可能性はあり、政府が対応するべき問題だ」と話している。